# لورن راجرز
لورن لین راجرز (زاده ۳ آوریل ۱۹۱۴ – درگذشته ۱۱ ژانویه ۲۰۰۹) یک بیوشیمیدان و مربی آمریکایی بود که به عنوان بیست و یکمین رئیس دانشگاه تگزاس در آستین خدمت کرد. او به عنوان اولین زن در ایالات متحده که رهبری یک دانشگاه تحقیقاتی بزرگ را بر عهده گرفت شناخته می‌شود.

## زندگی و تحصیلات اولیه
لورن لین در ۳ آوریل ۱۹۱۴ در پراسپِر، تگزاس زاده شد. او مدرک کارشناسی خود را از کالج تربیت معلم ایالت شمال تگزاس (که اکنون دانشگاه شمال تگزاس نام دارد) دریافت کرد و در رشتهٔ زبان انگلیسی تحصیل کرد. او در دوران کارشناسی با همسر آینده‌اش، برل گوردون راجرز، آشنا شد. پس از فارغ‌التحصیلی از دانشگاه شمال تگزاس، راجرز به‌عنوان معلم مدرسه مشغول به کار شد. همسرش، برل راجرز، شیمیدان بود. او در سال ۱۹۳۵ از دانشگاه شمال تگزاس مدرک کارشناسی علوم در رشتهٔ شیمی گرفته بود و تا حدود سال ۱۹۴۰ در دانشگاه تگزاس تدریس می‌کرد. در همان دوران، شغلی را در یک شرکت شیمیایی به نام جنرال انیلین ورکز در لیندن، نیوجرسی پذیرفت؛ جایی که در سال ۱۹۴۱ بر اثر جراحات ناشی از انفجار آزمایشگاهی جان باخت.
در زمانی که بیوشیمی «حوزه‌ای تحت سلطهٔ مردان» بود، راجرز تصمیم گرفت راه همسرش را دنبال کند و با خود گفت «اگر او تا این حد به شیمی علاقه داشت، پس من هم می‌خواهم آن را دنبال کنم.» او مدرک کارشناسی‌ارشد و دکترای خود را در رشتهٔ بیوشیمی از دانشگاه تگزاس در آستین گرفت و پیش از بازگشت به آستین، تگزاس، در کالج ایالتی سام هیوستون (که اکنون دانشگاه ایالتی سام هیوستون نام دارد) تدریس می‌کرد.

## دوران کاری در دانشگاه
راجرز پژوهشگری در دانشگاه تگزاس در آستین بود، اما درخواست او در سال ۱۹۶۲ برای دریافت موقعیت تدریس رد شد؛ با وجود این‌که پیش‌تر در همان دپارتمان شیمی تدریس کرده بود. در نهایت، او به‌عنوان استاد تغذیه در دپارتمان اقتصاد خانگی دانشگاه منصوب شد و سپس به مقام استادتمام، معاون مؤسسهٔ بیوشیمی، معاون رئیس تحصیلات تکمیلی و معاون رئیس دانشگاه ارتقاء یافت.
راجرز در سپتامبر ۱۹۷۴ به‌عنوان رئیس موقت دانشگاه منصوب شد و جانشین دکتر استیفن اچ. اسپور شد که پس از شش سال به‌عنوان رئیس دانشگاه، به‌دلیل اختلافات برکنار شده بود. او در سال ۱۹۷۵ به‌عنوان رئیس دانشگاه منصوب شد و به‌طور مختلف به‌عنوان نخستین زن رئیس یک دانشگاه دولتی بزرگ معرفی شد یا به‌عنوان نخستین زن در این سمت شناخته شد. اعضای هیئت‌علمی از این انتصاب انتقاد کردند و معتقد بودند که باید در فرآیند انتخاب نقش داشته باشند و تجمع‌های اعتراضی از سوی اعضای هیئت‌علمی و دانشجویان برگزار شد که از او خواستند استعفا دهد. رئیس راجرز و هیئت‌امنا هدف یک شکایت در سال ۱۹۷۵ قرار گرفتند که توسط فیلیپ ال. وایت و هفت استاد دیگر دانشگاه تگزاس در آستین تنظیم شد. آن‌ها ادعا کردند که برای خاموش کردن مخالفان خود، افزایش حقوق آن‌ها را لغو کرده‌اند که نقض حقوق متمم اول بود. او تا سال ۱۹۷۹ رئیس دانشگاه بود.
در یک مصاحبه در سال ۱۹۷۵، راجرز توصیف کرد که او «هرگز فردی نبوده که بخواهد پیشرفت کند و دیوارها را بکند تا راه خود را بالا برود». او گفت: «من هیچ‌گونه برنامه یا آرزویی برای تبدیل شدن به یک زن شاغل نداشتم. اگر همسرم زنده بود، احتمالاً خانه‌دار می‌شدم.»
ویلیام سی. پاورز، رئیس دانشگاه تگزاس در آستین در زمان مرگ او، توضیح داد که راجرز «نخستین و تنها زنی بود که در سمت رئیس دانشگاه خدمت کرد، موقعیتی که او آن را در شرایط دشوار پذیرفت. او از اتخاذ تصمیمات سخت ترسی نداشت.»
راجرز از سال ۱۹۷۶ به‌عنوان عضو هیئت‌مدیرهٔ تکزاکو خدمت کرد و تا سال ۱۹۸۹ در این سمت باقی ماند.
راجرز در ۱۱ ژانویه ۲۰۰۹، در سن ۹۴ سالگی بر اثر علت‌های طبیعی در دالاس درگذشت.